# زين - اوه ساما
زين - اوه ساما أو زينو ساما (باليابانية: 全王) (المهيمن على كل شيء) هي شخصية خيالية تم إنشائها من قبل أكيرا تورياما وأحد شخصيات أنمي ومانجا دراغون بول سوبر وهو يعتبر زعيم  كل شيء و صاحب القوة المطلقة في عالم دراغون بول سوبر وهو واحد من الاثنان الذان يقفان فوق جميع الأكوان الإثني عشر جنباً إلى جنب مع نظيره من المستقبل زين - اوه ساما المستقبلي.

## شخصيته
زين - اوه هو صاحب شخصية طفولية وبريئة جداً وغير مسؤولة ومهملة بعض الأحيان، كل ما يهمه هو المتعة مما دفع بعض الشخصيات للتساؤل عن كونه شخصً مرعباً حقاً مثلما وصفه مساعد زعيم الدمار الخاص بالكون السابع ويس - سان، كما يمكن التأثير عليه بسهولة بسبب محبته لمشاهدة قتالات غيره، وقد أعجبته فكرة سون غوكو عندما أقترح بعد نزاله مع هيتو في معركة الكونين السادس والسابع إنشاء بطولة القوة أو صراع الأكوان لمعرفة أقوى كون متواجد من الأكوان الثمان المشاركة ومحو الأكوان الخاسرة من الوجود، وقد أستغرب من تصرفات سون غوكو معه عند مصافحته وأعجبه لقب (زين - تشان) الذي قام بإعطائه إياه، وقد تكلم مساعد الكون السابع عن تصرفات زين - اوه اللاأخلاقية عند غضبه ومحوه لستة أكوان كانت موجودة سابقاً، كما أظهر بعض السادية عند محوه للكون التاسع في بطولة القوة مع نظيره المستقبلي وضحك ضحكة طفولية عند المحو وبدا انه كائن بلا مشاعر وغير قادر على فهم عمل فظيع كمحو كون يحتوي على تليريونات الكائنات الحية الذكية.

## مظهره
يمتلك زين - اوه ساما جسد صغير أقرب إلى طفل في الخامسة من عمره ورأسه بيضاوي وعيناه بعيدتان عن بعضمها البعض ويمتلك آذان غريبة كتلك
التي يمتلكها الفضائيون، ويرتدي ثوب بنفسجي طويل يصل إلى ما قبل قدميه بقليل وفي منتصفه رمز الكانجي - اوه - (王) والتي تعني الملك.

## قوته
- زين -اوه ساما هو أقوى شخص في عالم دراغون بول زين - اوه ساما هو كائن ذو قوة مطلقة ويستطيع محو وجود بأكلمه زين -اوه ساما يستطيع تدمير 12 ألاكوان في طرفة عين زين -اوه ساما قوة لا النهائية كما فعل في حدث بلاك بدون أي عناء لكنه يفتقر للقدره القتاليه ولايمكنه القتال لانه لايعرف سوى المحو فقط.

## مكانته
زين - اوه يمتلك سلطة مطلقة على جميع الشخصيات في عالم دراغون بول سوبر ولا يستطيع أحد معارضته في ما يقول أو يفعل، ويعتبره الجميع بسبب قوته اللانهائية زعيم لكل شيء في عالم دراغون بول سوبر، وقد وصفته بولما في حدث بلاك بأنه «أكثر زعماء عظامةً في الوجود المسلسل ».

## علاقاته
علاقة زين - اوه مع بطل المسلسل غوكو ممتازة فهو يعتبر غوكو صديقاً له، وهو نادراً ما يقابل شخصيات أخرى من المسلسل بإستثناء الملاك الأكبر الذي ينفذ طلباته والحراس المرافقين له أين ما ذهب.